# Григорій (екзарх Африки)
Флавій Григорій (д/н — 647) — державний та військовий діяч ранньої Візантійської імперії.

## Життєпис
Походив з династії Іраклія. Син Никити, дукса Єгипту. Розпочав службу під орудою батька в Єгипті, потім у війні проти Персії. Близько 619 року Никиту було призначено екзархом Африки. Після його смерті між 629 та 631 роками цю посаду отримав Григорій. Також стає патрикієм. Втім перша письмова згадка про нього сягає 645 року.
На своїй посаді намагався зміцнити кордони африканського екзархату перед загрозою арабського нападу. Водночас надавав притулок біженцям з Єгипту, який вже захопили араби. Але найважливішим завданням Григорій розглядав встановлення внутрішнього миру, насамперед через досягнення злагоди в середині християнської церкви — між православними і монофелітами. Для цього 645 року провів собор в Карфагені, на якому відбувся диспут між Максимом Сповідником, прихильником православ'я, та Пірром, патріархом Карфагенським, який був прихильником монофелітізму. В результаті переміг Сповідник, а Пірр відмовився від своїх поглядів, перейшовши в православ'я. За цим відбулися місцеві собори, на яких було засуджено монофелітізм.
Водночас посилювався арабський наступ на екзархат (у 642—643 роках було втрачено Киренаїку та Триполітанію). Спроби отримати допомогу від імператора Константа II не мали успіху. Водночас поглиблювався конфлікт з останнім, що був пристрасним прихильником монофелітізму. За цих обставин у 646 році оголосив себе імператором, перенісши резиденцію з Карфагену, де був вразливий для імператорського флоту до Суфетули, де спирався на підтримку берберів. Григорія підтримали також Максим Сповідник та папа римський Теодор I.
У 647 році арабські війська на чолі із Абдаллахом ібн Саадом (молочним братом халіфа Османа) вдерлися до провінції Бізацена (частина екзархату), де їх зустрів Григорій. У битві при Суфетулі візантійці зазнали поразки, а Григорій загинув. Бізацену з Суфетулою було пограбовано, але араби за викуп у 300 кінтарів золота відійшли до Триполі. Але берберські племена оголосили про свою незалежність від імперії. В результаті екзархат втратив південну частину. Новим екзархом було призначено Геннадія.